# グレッグ・ピーターソン
グレッグ・ピーターソン（Greg Peterson、1991年3月26日 - ）は、プレミアシップニューカッスル・ファルコンズに所属するラグビー選手。

## プロフィール
- オーストラリア・シドニー出身。
- ポジションはロック(LO)。
- 身長 203cm、体重 117kg
- U20オーストラリア代表に選ばれたことがある[1]。
- アメリカ代表キャップは30（2020年7月現在）でワールドカップ2015・2019のアメリカ代表に選ばれた[2]。
- アメリカ人の祖父を持つ[3]。

## 略歴
ワラターズ、ノース・ハーバーレイズ、レスター・タイガース、グラスゴー・ウォリアーズ、ボルドーを経て、2019年、ニューカッスル・ファルコンズに加入。  